# Xenojulis margaritaceus
Xenojulis margaritaceus är en fiskart som först beskrevs av Macleay, 1883.  Xenojulis margaritaceus ingår i släktet Xenojulis och familjen läppfiskar. IUCN kategoriserar arten globalt som livskraftig. Inga underarter finns listade i Catalogue of Life.